# Blumentopfeffekt
Als Blumentopfeffekt bezeichnet der Gärtner oder Forstwirt einen unerwünschten Wachstumseffekt bei neu gepflanzten Blumen, Stauden, Sträuchern und Bäumen. Er entsteht, wenn die Wurzeln nicht oder nur geringfügig in den umliegenden (anstehenden) Boden außerhalb des Pflanzloches eindringen. Dies wird durch ein Missverhältnis von Pflanzsubstrat zu den umgebenden Bodenbedingungen begünstigt. Die Pflanze nimmt hier ausschließlich das Angebot der mit der Pflanzung beigebrachten Nährstoffe und des aufgelockerten Bodens an. Der qualitativ geringerwertige Boden am Standort wird nicht durchwurzelt. 
Hat die Pflanze das maximale Volumen an Wurzelmasse für ihr Pflanzloch gebildet, reagiert sie mit Wachstumsdepression und verkümmert. Die unzureichende Durchwurzelung des Bodens wirkt sich überdies nachteilig auf die Standfestigkeit der Pflanze aus.
Zum Blumentopfeffekt bei Gehölzpflanzungen kann es auch durch Wurzeldeformationen in den häufig verwendeten Pflanzcontainern kommen. Stark gekrümmte oder geknickte Hauptwurzeln vermögen sich beim späteren Wachstum nicht mehr nachträglich zu strecken. Es kommt zu zunächst anwachsenden, später aber vorzeitig vergreisenden und instabilen Bäumen. Ähnliche Probleme treten auch bei Pflanzungen im Bohrloch-Verfahren auf.